# 플래닛 바이러스
《플래닛 바이러스》(영어: The Last Days on Mars)는 2013년 공개된 SF 공포 영화이다.

## 줄거리
2040년대 화성 연구 전초 기지 탠털러스. 빈센트, 로버트 등 8명 대원들이 6개월간 이어온 조사 임무가 완료되기까지 이제 19시간 밖에 남지 않았다. 곧 지구에서 보내는 우주선 오로라의 착륙선이 이들을 수거해 데려갈 것이다.
그러나 과학자 하나가 화성에 생명이 존재한다는 증거로 세균성 미생물 표본을 채집하다가 갑작스런 땅꺼짐으로 추락한다. 그를 구하러 구멍에 들어갔던 동료들도 함께 이 세균에 같이 노출되면서 좀비화가 시작된다. 주요 증상은 피부가 검어지고 기억을 상실해 원래 고유 개성은 흔적도 없이 사라지지만 공격성이 증가하는 한편 지능은 그대로 남고 심한 갈증을 느끼는 것이다.
살육전이 벌어진 끝에 살아남은 자들은 착륙선 근처에 모이지만 좀비화된 과학자 하나가 착륙선 승무원들을 전부 죽여버린다. 빈센트와 로버트 둘만 착륙선에 승선한 가운데 감염된 게 분명해보이는 로버트가 멋대로 발사를 개시해 궤도에 진입하자 빈센트는 로버트를 죽이고 시체를 우주 진공 속으로 방출한다.
빈센트는 우주 비행 관제 센터에 15분 지연 전송되는 메시지를 보낸다. 빈센트는 모선이 있는 고궤도까지 이동하기엔 연료가 부족하지만 몇 달 동안 버틸 식량이 있으니 구조대를 보낼 거면 보내라고 말한다. 하지만 곧 자신도 감염되었을 가능성이 있어 차라리 남은 연료로 화성에 강제 재진입하여 일찍 죽는 편이 나을 수도 있겠다고 덧붙인다.
영화는 빈센트가 홀로 우주 속에 떠있는 모습을 비추며 끝이 난다.

## 출연

### 주연
- 리에브 슈라이버 - 빈센트 캠벨, 최고 시스템 관리자 역

### 조연
- 엘리어스 커테이어스 - 찰스 브루넬, 지휘관 역
- 로멀라 개리 - 리베카 레인, 생화학자 역
- 고란 코스티치 - 마르코 페트로비치, 과학자 역
- 조니 해리스 - 로버트 어윈, 심리학자 역
- 톰 컬런 - 리처드 해링턴 역
- 유스라 워사마 - 로런 돌비, 위생병 역
- 올리비아 윌리엄스 - 킴 올드리치, 과학자 역

## 기타 제작진
- 섭외: 셔힌 베이그